# OX Pow
O.X. Pow va ser un grup musical madrileny practicant d'un rock potent i veloç, proper al punk i al hardcore punk en els seus primers enregistraments, i més tendent a la new wave en les últimes. Van existir de 1982 a 1987 aproximadament, deixant com a llegat diversos discos i algunes maquetes i enregistraments en directe. Especialment es recorda el seu primer EP, gravat en 1983, que ha estat reeditat en diverses ocasions. Els seus membres foren: Paul (veu, guitarra), Pedro (guitarra i cors), Andrés (baix) i Geli (bateria).

## Discografia
- Casset Demos (gravat en 1982-83). 6 temes.
- Senzill compartido (flexi) amb Derribos Arias, i la cançó d' O.X. Pow «La nueva armada» (regalat amb la revista Duduá; Dos Rombos-GASA, M.12.886, 1983).
- EP O.X. Pow (Dos Rombos, DOS-004, c. 6/83).
- 12" EP s/t (també conegut com a Políticos) (Nuevos Medios, 7/85).
- MiniLP La esquina ilegal (Nuevos Medios, c. 11/86).
- Casete Directo en Campo de Criptana 18-6-83 (bootleg)
- Casete Directo en Madrid RNR-3 83 (bootleg)
- «La nueva armada» en el recopilatorio Viva la punk (Fonomusic-Revelde, 2001).